# Argolandia

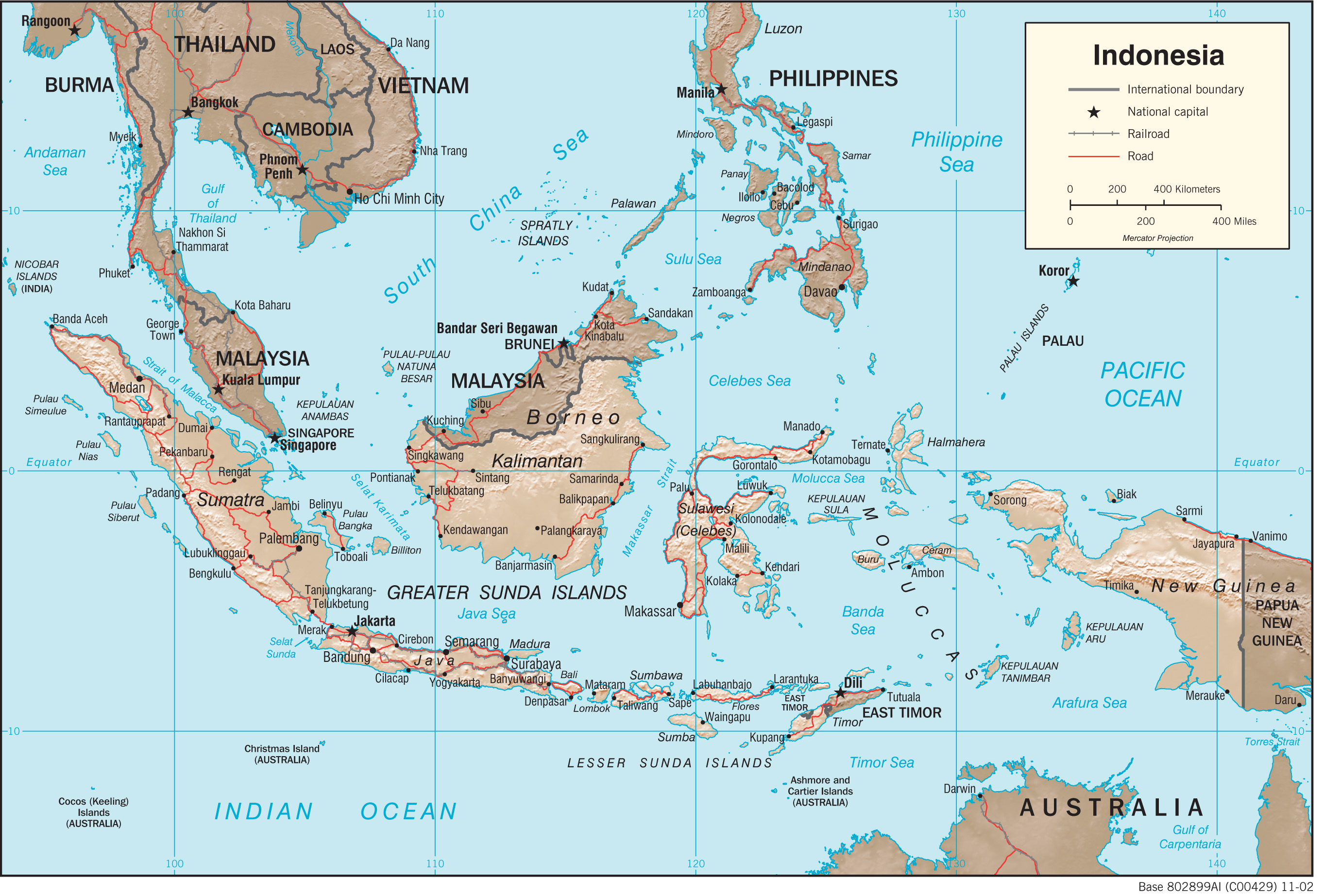
Indonesia.

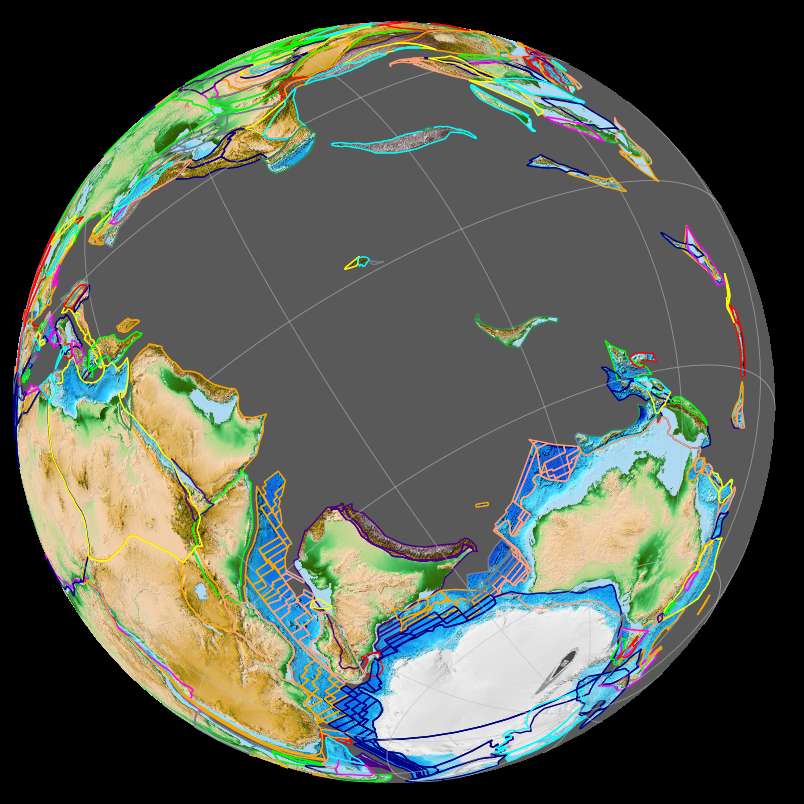
Gondwana hace 120 millones de años.

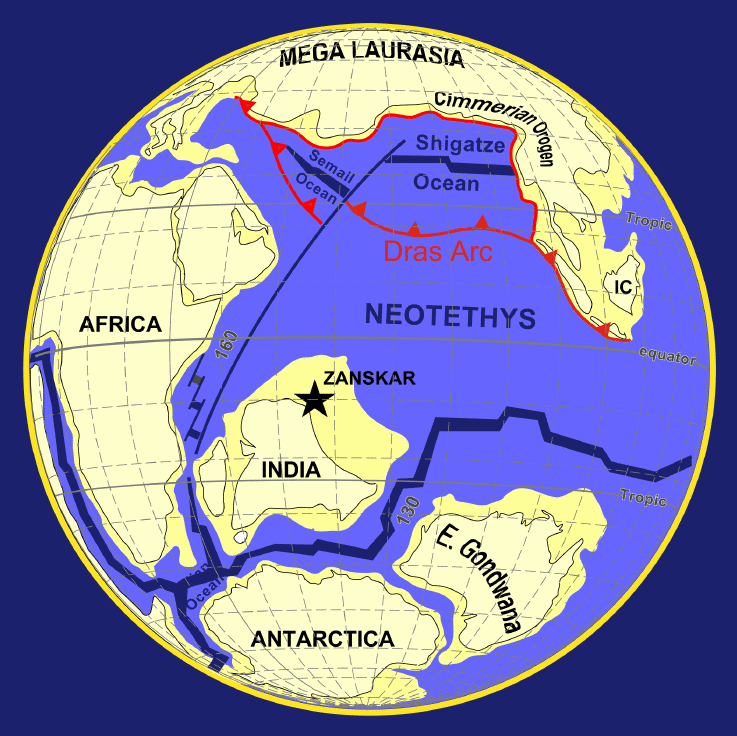
Reconstrucción de las placas tectónicas 100 millones de años en el pasado.

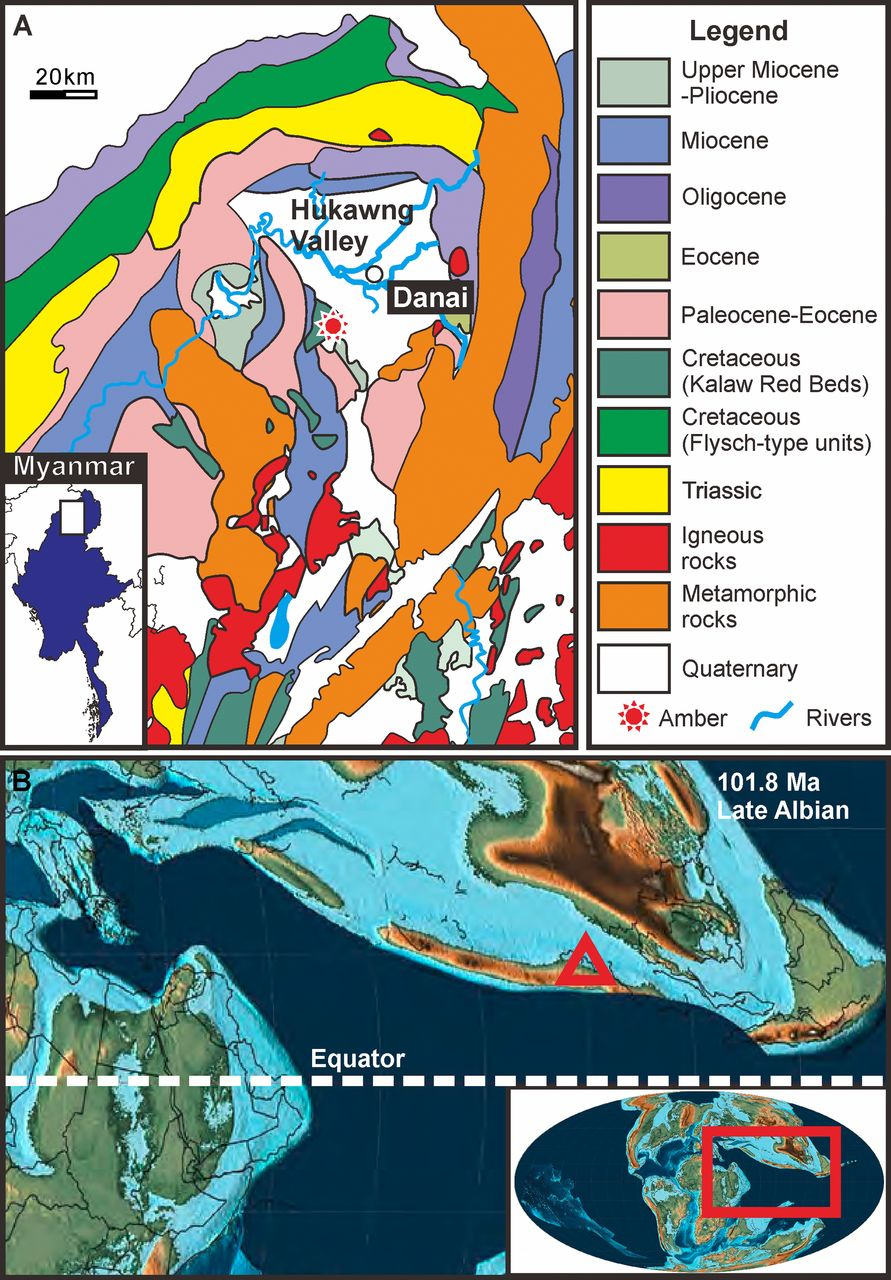
Contexto paleogeológico de Birmania.

Argolandia es el nombre de un paleoarchipiélago de 5.000 kilómetros de largo que se separó del occidente de Australia cuando esta formaba parte de Gondwana hace unos 155 millones de años (Jurásico tardío).

## Historia
La evidencia de esto se obtuvo de la existencia de la llanura abisal de Argo, al noroeste de Australia. En una investigación publicada en octubre de 2023 los geógrafos de la Universidad de Utrecht Eldert Advokaat y Douwe van Hinsbergen reconstruyeron la historia de Argolandia, llegando a la conclusión de que era un archipiélago en lugar de un continente sólido. Actualmente sus fragmentos derivados de Gondwana se encuentran en el suroeste de Borneo, las islas Balabagan, Java Oriental, Sulawesi del Sur, parte de Birmania y el bloque de tierra de Mount Victoria.
Durante un tiempo se desconoció la evolución de Argolandia. Los investigadores esperaban encontrar un continente sumergido debajo de las islas del sudeste asiático, pero no encontraron ninguno. Hubo varias hipótesis, por ejemplo, que sugerían que sus restos pertenecían a Java Oriental y Sulawesi occidental, o que evolucionó hasta Birmania Occidental. Sin embargo, estas sugerencias resultaron controvertidas, ya que estas áreas estaban rodeadas por restos mucho más antiguos, que datan de hace 205 millones de años, lo que no encajaba bien con las teorías actuales de la tectónica de placas.
Advokaat y van Hinsbergen concluyeron que la fragmentación de Argolandia comenzó hace unos 215 millones de años, mucho antes de que se separara de Australia, y que siempre estuvo formada por fragmentos microcontinentales separados. Advokaat y van Hinsbergen reconstruyeron que «Argoland se originó en el margen norte de Australia entre la Placa Cabeza de Pájaro al este y la Zona de fractura Wallaby-Zenith al oeste, limitando al sur con la Gran India» y se fragmentó en lo que ellos llaman el «Argopiélago» durante el rift del de la placa de Lhasa desde el margen de Gondwana durante el Triásico tardío.